# Spider-Men
Spider-Men (с англ. — «Люди-пауки») — ограниченная кроссовер-серия комиксов из пяти выпусков, которая выпускалась издательством Marvel Comics с июня по октябрь 2012 года. В кроссовере, написанном Брайаном Майклом Бендисом и проиллюстрированном Сарой Пичелли, одновременно появятся два Человека-паука: Питер Паркер из вселенной Земля-616 и Майлз Моралес из Ultimate Marvel (Земля-1610).

## Сюжет
Мистерио создаёт разлом между вселенными в результате чего встречаются Питер Паркер и Майлз Моралес.
Человек-паук (Питер Паркер) находит Мистерио на заброшенном складе. Он побеждает его, связывает и решает осмотреть его оборудование. Мистерио удаётся выстрелить в Человека-паука, отчего тот падает сквозь разлом между вселенными, который был создан аппаратурой Мистерио.
Питер Паркер приходит в сознание. Через некоторое время на крыше он неожиданно встречает другого Человека-паука (Майлз Моралес).

## История создания
С момента своего появления в 2002 году, Ultimate-вселенная (Земля-1610) и основная вселенная Marvel (Земля-616) никогда не пересекались. Однако издательство, в обход собственных правил, феврале 2012 года представило первый тизер новой серии. Сайт Newsarama заявил Spider-Men как одну из самых ожидаемых новинок лета, наряду с приквелом «Хранителей» под названием Before Watchmen. По словам Брайана Майкла Бендиса и Акселя Алонсо идея пришла к ним, когда они придумывали, что можно сделать к пятидесятилетию Человека-паука.
Алонсо так прокомментировал кроссовер:
Я могу сказать только то, что Питер Паркер из вселенной Ultimate затмевает духовное и эмоциональное развитие Майлза. Что он будет делать когда столкнётся с Питером Паркером из другой вселенной? Ну, в этом и весь сюжет..

## Критика
- Spider-Men #1 получил 8,5 баллов из 10 от IGN[7] и 4,5 балла из 5 от Comic Book Resources[8].

## Продолжение
18-го марта 2014 года, Брайан Майкл Бендис объявил на своём Tumblr о сиквеле "Spider-Men".